# Антонівка (Баштанський район)
Анто́нівка (в минулому — Булацівка, Смілянка) — село в Україні, у Софіївській сільській громаді Баштанського району Миколаївської області. Населення становить 212 осіб.

## Історія
Біля села 1962 р. був знайдений Антонівський скарб пізньої епохи бронзової доби(13—12 ст. до н. е.).
Колишній центр Антонівської волості Херсонського повіту Херсонської губернії. Станом на 1886 рік у селі мешкало 709 осіб, налічувався 141 двір, існували земська поштова станція та лавка.
Колишній орган місцевого самоврядування — Баратівська сільська рада.